# Petit Angoumois
Pour les articles homonymes, voir Angoumois (homonymie).
Le Petit Angoumois  est une région naturelle de France située au sud-ouest du département de la Charente, dans la région Nouvelle-Aquitaine. Une partie de son territoire correspond à la Double saintongeaise.

## Géographie

### Situation
Le Petit Angoumois est situé au sud-ouest du département de la Charente. Il sépare la Double de la Haute Saintonge.
Il est entouré par les régions naturelles suivantes :
- au nord par le Cognaçais ;
- à l’est par le Montmorélien ;
- au sud par la Double ;
- au sud et à l’ouest par la Haute Saintonge.

### Topographie
En majeure partie couvert de landes et de bois de pins, il est parsemé d'étangs. Cet aspect lui a valu le nom de Double saintongeaise. Toutefois, la petite champagne de Baignes-Sainte-Radegonde avec son sol argilo-sableux se couvre de riches prairies et de cultures. On y voit même des vignes qui permettent de produire le cognac d'appellation Bons Bois. 

## Histoire
Le Petit Angoumois constituait une enclave de l'Angoumois en Saintonge. Il était constitué au XVIe siècle des châtellenies de Chaux et de Montausier. À la création des départements il a été rattaché au département de la Charente, dans sa partie qui forme aujourd'hui l'actuel canton de Baignes-Sainte-Radegonde, et à la Charente-Maritime, avec Chevanceaux et Saint-Palais-de-Négrignac.